# Brynica
Il Brynica (Brinitz in tedesco) è un fiume della Polonia meridionale affluente del Przemsza Nero.

## Percorso
Nasce presso la cittadina di Myszków e scorre in direzione sud-ovest verso Świerklaniec. Superata la cittadina di Piekary Śląskie, il corso del fiume piega verso sud-est sino a sfociare nel Przemsza Nero ntra le città di Sosnowiec e Mysłowice.

## Storia
Storicamente il Brynica ha segnato il confine tra le regioni della Slesia e della Piccola Polonia.